# Andrea Zani
Andrea Teodoro Zani (Casalmaggiore, 11 november 1696 – aldaar, 28 september 1757) was een Italiaans violist en componist.

## Leven
Zani kreeg zijn eerste vioollessen van zijn vader, een amateur-violist. Vervolgens kreeg hij onderricht in de samenstelling van composities van Giacomo Civeri, een lokale muzikant, en studeerde hij viool in Guastalla met aan het hof violist Carlo Ricci. Antonio Caldara, die als werkende kapelmeester aan het hof van aartshertog Ferdinand Karel in Mantua, niet ver van Casalmaggiore woonde, hoorde Zani spelen en nodigde hem uit om hem te vergezellen naar Wenen. Intussen was Zani aangekomen in Wenen en was actief als violist in dienst van de Habsburgers. Na de dood van zijn sponsor Caldara in 1736, keerde hij terug naar Casalmaggiore waar hij gedurende de rest van zijn leven bleef. Veel van zijn werken zijn gepubliceerd in Wenen, bij toenmalig uitgever Estienne Roger in Amsterdam, Parijs en natuurlijk zijn geboorteland Italië. Na 1757 trouwde hij met de 27 jaar jongere Maria Constanza Margharita Porcelli die hem 7 kinderen schonk. Veel van Zani's werk is gevonden in diverse Europese bibliotheken o.a in Parijs in het Fonds Blancheton. Hetgeen zou kunnen betekenen dat hij ook daar is geweest. Deze werken maken onderdeel uit van een verzameling werken waar ook veel werk bijzit van Sammartini, Alberti en Stamitz. Hij stierf in zijn geboortestad als gevolg van een ongeval, toen het rijtuig waarin hij reisde naar Mantua over de kop sloeg.

## Stijl en betekenis
Zani's werken vertonen de invloed van Antonio Vivaldi, maar zijn iets melodieuzer. Zijn Op. 2, gepubliceerd in 1729, is van groot historisch belang, omdat het de oudste gedateerde bron is van een symfonie uit het tijdperk van de barokmuziek. Zijn latere werk vertoont duidelijk een mengeling van barokke elementen en van de vroeg klassieke muziek.

## Composities
- Sonate da camera, op.1 (waarschijnlijk Casalmaggiore, 1727) (herdrukt in Parijs als Sonates een violino solo e basso da camera, op. 3)
- Sei sinfonie da camera e altretanti concerti da chiesa a quattro strumenti, op. Sei Sinfonie da camera e altretanti concerti da chiesa een quattro Strumenti, op. 2 (Casalmaggiore, 1729) 2 (Casalmaggiore, 1729)
- Concerti Dodici a quattro con i suoi ripieni , op. Concerti Dodici een quattro con i Suoi ripieni, op. 4 (Vienna, 1735) 4 (Wenen, 1735)
- Sonate 12 a violino e basso intitolate "pensieri armonici", op. 5 (Vienna, 1735)
- Sonate a violino e basso, op. 6 (Parijs, 1740)

Daarnaast zijn er tal van manuscripten te vinden in bibliotheken verspreid over heel Europa, waaronder drie concerto's en een sonate voor fluit, zes trio sonates voor twee violen en continuo, evenals verschillende vioolconcerten en symfonieën.